# Île d’Yeu
Île d’Yeu – wyspa u zachodniego wybrzeża Francji, w Zatoce Biskajskiej, pod względem administracyjnym – gmina departamentu Wandea. Jej powierzchnia wynosi 23 km², a populacja 4788 mieszkańców (1999).
Na wyspie znajdują się dwa porty: Port Joinville (m.in. z połączeniem do Saint-Gilles-Croix-de-Vie i Les Sables-d’Olonne) oraz La Meule, znane jako porty połowów tuńczyków oraz skorupiaków. Île d’Yeu przyciągało wielu malarzy, takich jak Jean Rigaud, który miał dom na wyspie, oraz jego przyjaciela Maurice Botiela. Badania nad wodorostami prowadził na wyspie francuski biolog François Arde.
Philippe Pétain, francuski marszałek i szef rządu Vichy, został skazany na dożywotnie uwięzienie na Île d’Yeu; zmarł na wyspie w 1951 roku. Został pogrzebany na niewielkim nadmorskim cmentarzu, niedaleko więzienia. Co jakiś czas pojawiają się głosy, żeby przenieść jego szczątki do przygotowanego zawczasu grobu pod Verdun.